# Son Dam-bi
Son Dam Bi (em coreano:  손담비; 25 de setembro de 1983) é uma cantora e atriz sul-coreana. Ela fez sua estreia oficial em 2007 com a música "Cry Eye" e sendo a primeira artista feminina da sua antiga gravadora, que gerência o grupo After school.

## Discografia
| Álbum # | Detalhes do álbum | Lista de faixas |
| ------- | --- | --- |
| 1º      | Primeiro Mini-álbum - Título: Mini Album Vol.1 - Data de lançamento: 29 de abril de 2008 - Idioma: Coreano - Gravadora: Pledis Entertainment                     | 1. Intro 2. Bad Boy 3. 반대말 4. 입다 질린 옷 5. 그만하자 6. Bad Boy (versão balada) 7. Bad Boy (instrumental)                                                             |
| 2nd     | Segundo Mini-álbum - Título: The Second Mini Album - Data de lançamento: 18 de setembro de 2008 - Idioma: Coreano - Gravadora: Pledis Entertainment              | 1. 미쳤어 2. 투명인간 3. No Sympathy 4. Play 5. 미쳤어 (Instrumental) |
| 3º      | Primeiro Álbum de Estúdio - Título: Vol. 1 Type "B" - Back To 80's - Data de lançamento: 23 de março de 2009 - Idioma: Coreano - Gravadora: Pledis Entertainment | 1. 토요일밤에 2. No Sympathy 3. 두번째라도 4. 느리게잊기 5. Bad Boy (remix) 6. 미쳤어 (remix) 7. 그만하자 8. 투명인간 9. Twice Too Many Time 10. 토요일밤에 (instrumental) |
| 4º      | Terceiro Mini-álbum - Título: The Queen - Data de lançamento: 12 de julho de 2010 - Idioma: Coreano - Gravadora: Pledis Entertainment                            | 1. DB Rider 2. Queen 3. Beat Up By A Girl 4. Can't U See 5. Super Duper 6. Queen (instrumental) 7. Can't U See (instrumental)                                              |
| 5º      | Quarto Mini-álbum - Título: Dripping Tears - Data de lançamento: 12 de novembro de 2012 - Idioma: Coreano - Gravadora: Pledis Entertainment                      | 1. RETURN 2. 눈물이 주르륵 3. 그랬나봐요 4. Emergency Call 5. 사랑하고 싶었어 6. 눈물이 주르륵 (versão G. Remix)                                                           |

## Filmografia

### Séries de televisão
- Setembro de 2008 a Fevereiro de 2009: We Got Married - MBC
- 2009: Family Outing 1ª Temporada (episódios 46-47)
- 2010: Running Man - SBS (convidada no episódio 6)
- 2011: Yuna Kim "Kiss and Cry" - [SBS]
- 2011-12 Light & Shadow
- 2014-15: What's With This Family? - KBS2

## Prêmios e indicações
| Ano  | Prêmio                                  | Categoria                                              | Resultado |
| ---- | --------------------------------------- | ------------------------------------------------------ | --------- |
| 2009 | Seoul Music Awards                      | Bonsang                                                | Venceu    |
| 2009 | Mnet 20's Choice Awards                 | Hot Body Female                                        | Indicado  |
| 2009 | Mnet 20's Choice Awards                 | Hot Style Icon                                         | Indicado  |
| 2009 | Mnet 20's Choice Awards                 | Hot Performance                                        | Indicado  |
| 2009 | Mnet Asian Music Awards                 | Prêmio Cantora                                         | Indicado  |
| 2009 | Mnet Asian Music Awards                 | House & Electronic Music Award                         | Indicado  |
| 2009 | Golden Disk Awards                      | Digital Bonsang                                        | Venceu    |
| 2009 | SBS Drama Awards                        | Prêmio Nova Estrela                                    | Venceu    |
| 2010 | Seoul Music Awards                      | Bonsang                                                | Venceu    |
| 2010 | Mnet Asian Music Awards                 | Prêmio Cantora                                         | Indicado  |
| 2011 | Chinese TOP Awards Concert              | Artista Estrangeiro com a Melhor Apresentação de Palco | Venceu    |
| 2011 | Seoul Music Awards                      | Bonsang                                                | Venceu    |
| 2011 | Asia Model Awards                       | BBF Prêmio Cantor Popular                              | Venceu    |
| 2012 | 20º Korea Cultural Entertainment Awards | Prêmio Melhor Rookie (Light and Shadow)                | Venceu    |
| 2013 | Seoul Music Awards                      | Bonsang                                                | Pendente  |

### Programas musicais

#### M! Countdown
| Ano  | Data        | Canção           |
| ---- | ----------- | ---------------- |
| 2009 | 16 de abril | "Saturday Night" |

#### Music Bank
| Ano  | Data        | Canção           |
| ---- | ----------- | ---------------- |
| 2009 | 10 de abril | "Saturday Night" |
| 2009 | 17 de abril | "Saturday Night" |

#### Inkigayo
| Ano  | Data        | Canção           |
| ---- | ----------- | ---------------- |
| 2009 | 19 de abril | "Saturday Night" |
| 2009 | 26 de abril | "Saturday Night" |
| 2009 | 3 de maio   | "Saturday Night" |